# Кокорево
Ко́корево (рос. Кокорево) — присілок у складі Мокроусовського округу Курганської області, Росія.
Населення — 103 особи (2010, 179 у 2002).
Національний склад станом на 2002 рік:
- росіяни — 89 %